# J'emmerde les bobos !
Albums de Sébastien Patoche (Cartman)
Look d'enfer
(2014)
Singles
1. Quand il pète il troue son slip
Sortie : 15 mai 2013
2. La cartouche
Sortie : 5 juillet 2013
3. Zizicoptère
Sortie : 15 août 2013
4. Le panard
Sortie : 9 septembre 2013

J'emmerde les bobos ! est un album de musique de fête enregistré par l'humoriste Cartman sous le pseudonyme de Sébastien Patoche, pour parodier les chansons de Patrick Sébastien. Il est sorti le 8 juillet 2013 en format numérique et CD à la suite du succès du tube Quand il pète il troue son slip, parti d'un sketch dans l'émission Touche pas à mon poste !. Le titre est un pied de nez aux "bobos branchés" et bien-pensants qui jugent négativement les chanteurs populaires et festifs dont Patrick Sébastien fait partie.

## Classement
| Classement (2013)               | Meilleure position | Nombre semaines |
| ------------------------------- | ------------------ | --------------- |
| France (SNEP)                   | 2                  | 1               |
| France (iTunes Store)           | 1                  | 1               |
| Belgique (Wallonie Ultratop 40) | -                  | -               |

### Certification
| Pays   | Ventes  | Certifications |
| ------ | ------- | -------------- |
| France | 100 000 | 1 × Platine    |

## Liste des pistes
| No  | Titre                                                    | Paroles           | Durée |
| --- | -------------------------------------------------------- | ----------------- | ----- |
| 1.  | Intro                                                    | Sébastien Patoche | 0:20  |
| 2.  | Quand il pète il troue son slip                          | Sébastien Patoche | 3:02  |
| 3.  | La cartouche                                             | Sébastien Patoche | 2:59  |
| 4.  | Sébastien Patoche présente Connection Béké : Zizicoptère | Sébastien Patoche | 2:47  |
| 5.  | Tu l'as vu ?                                             | Sébastien Patoche | 2:08  |
| 6.  | En voiture Simone                                        | Sébastien Patoche | 2:43  |
| 7.  | Le panard feat. Lea Leonard                              | Sébastien Patoche | 3:12  |
| 8.  | La moustache au chocolat                                 | Sébastien Patoche | 3:01  |
| 9.  | Emplacement n°10                                         | Sébastien Patoche | 2:45  |
| 10. | La tournée du patron                                     | Sébastien Patoche | 3:35  |
| 11. | Shake ton slibard feat. Seth Gueko                       | Sébastien Patoche | 3:05  |
| 12. | I love toi                                               | Sébastien Patoche | 3:27  |
| 13. | Quand il pète il troue son slip (Part. 2)                | Sébastien Patoche | 3:39  |
| 14. | Quand il pète il troue son slip (Part. 3)                | Sébastien Patoche | 3:35  |
| 15. | Outro                                                    | Sébastien Patoche | 0:20  |

### iTunes
Le titre suivant est uniquement disponible en téléchargement légal sur iTunes.
| No  | Titre          | Paroles           | Durée |
| --- | -------------- | ----------------- | ----- |
| 16. | C'est génial ! | Sébastien Patoche | 2:21  |

## Clips
- Quand il pète il troue son slip : 12 juin 2013
- La Cartouche : 5 juillet 2013
- Zizicoptère : 15 août 2013
- Le Panard : 9 septembre 2013